# (1055) Tynka
(1055) Tynka – planetoida z pasa głównego asteroid okrążająca Słońce w ciągu 3 lat i 96 dni w średniej odległości 2,2 au. Została odkryta 17 listopada 1925 roku w Algiers Observatory w Algierze przez Emila Buchara. Nazwa planetoidy pochodzi od matki odkrywcy. Przed nadaniem nazwy planetoida nosiła oznaczenie tymczasowe (1055) 1925 WG.